# Carlos Alvarado Quesada
Carlos Alvarado Quesada (ur. 14 stycznia 1980 w San José) – kostarykański polityk i politolog. W latach 2018–2022 prezydent Kostaryki. 
Działacz Partii Działania Obywatelskiego, w latach 2014–2016 Minister Rozwoju i Spraw Socjalnych, w latach 2016–2017 Minister Pracy i Ubezpieczeń Społecznych.

## Życiorys
Ukończył studia politologiczne na Uniwersytecie Kostaryki oraz studia podyplomowe na brytyjskim Uniwersytecie Sussex. Deputowany do parlamentu w latach 2006–2010. W 2014 został ministerem Rozwoju i Spraw Socjalnych. 28 marca 2016 został ministrem Pracy i Ubezpieczeń Społecznych w rządzie Luisa Guillermo Solísa. 
1 kwietnia 2018 zwyciężył w wyborach prezydenckich w drugiej turze, pokonując Fabricio Alvarado Muñoza i uzyskując 1 322 908 głosów (61% poparcia). Został zaprzysiężony 8 maja. W chwili wybrania na urząd miał 38 lat i został najmłodszym w historii przywódcą państwa.